# Permis
Permis is een bestuurslaag in het regentschap Bangka Selatan van de provincie Bangka-Belitung, Indonesië. Permis telt 3925 inwoners (volkstelling 2010).